# Тасманово море
Тасманово море (Māori: Te Tai-o-Rēhua) југозападни је део Тихог океана између Аустралије и Новог Зеланда. Име је добило по холандском истраживачу Абелу Тасману, првом европљанину који је открио Нови Зеланд и Тасманију. Британски истраживач Џејмс Кук је истраживао море током свог првог путовања 1770-их. У Тасманијском мору се налазе више мањих острва, Мидлтон, Норфок и Лорд Хау, и сва су Аустралијски поседи. 
Тасманско море се неформално назива на аустралијском и на новозеландском енглеском као the Ditch (Јарак); на пример, „прелазак преко јарка“ значи путовање у Аустралију са Новог Зеланда, или обрнуто. Деминутивни израз „the Ditch” који се користи за Тасманско море упоредив је са означавањем северног Атлантског океана као „the Pond” (бара).

## Клима
Јужним делом мора пролазе депресије које иду од запада ка истоку. Северна граница ових западних ветрова је близу 40°S. Током јужне зиме, од априла до октобра, северни крак ових ветрова са запада мења смер ка северу и иде против пасата. Дакле, на Тасмановом мору у овом периоду често дува југозападни ветар. Током лета у Аустралији (од новембра до марта), јужни огранак пасата иде против западних ветрова и производи даљу активност ветра у овој области.

## Географија
Тасманско море је широко 2.250 km (1.400 mi) и има површину од 2.300.000 km2 (890.000 sq mi). Максимална дубина мора је 5.943 m (19.498 ft). Основу мора чини муљ глобигерине. Мала зона муља птеропода налази се јужно од Нове Каледоније, а на јужном опсегу од 30°Ј може се наћи силицијумски муљ.

### Опсег
Међународна хидрографска организација дефинише границе Тасманског мора као:
На западу Линија од острва Габо (близу рта Хау, 37°30'S) до североисточне тачке острва Ист Систер (148°E), одатле дуж 148. меридијана до острва Флиндерс; иза овог острва, линија која иде на исток од Ванситарт Шолса до [рта] Барен острва, и од рта Барена (најисточније тачке [рта] Бареновог острва) до Едистон Појнта (41°S) у Тасманији, одатле дуж истока обала до Југоисточног Кејпа, јужне тачке Тасманије.
На северу Паралела на 30°S од аустралијске обале на исток до линије која спаја источне крајеве гребена Елизабет и Југоисточне стене (31° 47′ S 159° 18′ E / 31.783° Ј; 159.300° И), а затим ка југу дуж ове линије до Југоисточне стена [изван острва Лорд Хау].
На североистоку Од Југоисточне стене до северне тачке острва Три краља (34° 10′ S 172° 10′ E / 34.167° Ј; 172.167° И), одатле до Норт Кејпа на Новом Зеланду.
На Истоку
- У Куковом мореузу. Линија која спаја јужни крај копна код рта Палисер (Наави) и светионика на рту Кембел (Те Карака).
- У мореузу Фово (46°45'S). Линија која спаја светло на Вајпапапа тачки (168°33'E) са Ист Хедом (47'02'S) острва Стјуарт (Ракиура).

На југоистоку А линији која иде од Југозападног Кејпа, острва Стјуарт, преко Снарса (48°S, 166°30'E) до Северозападног Кејпа, острва Окланд (50° 30′ S 166° 10′ E / 50.500° Ј; 166.167° И), кроз ово острва до своје јужне тачке.
На југу А линији која спаја јужну тачку острва Окланд (50° 55′ S 166° 0′ E / 50.917° Ј; 166.000° И) до Југоисточног Кејпа, јужне тачке Тасманије.

### Гребен
Средњеокеански гребен Тасманског мора развио се пре између 85 и 55 милиона година када су се Аустралија и Зеландија распале током распада суперконтинента Гондване. Он лежи отприлике на пола пута између континенталних рубова Аустралије и Зеландије. Велики део Зеландије је потопљен, тако да се гребен налази много ближе аустралској обали него новозеландској.

### Острва
Тасманско море садржи бројне групе острва средњег мора, осим приобалних острва која се налазе у близини копна Аустралије и Новог Зеланда:
- Острво Лорд Хау (део Новог Јужног Велса)[11]
- Балова пирамида (део Новог Јужног Велса)[12]

### Суседне водене површине
- Север: Корално море[13]
- Североисток и Исток: Тихи океан
- Исток: Куков мореуз[14][15][16]
- Јужни и југоисточни: Јужни океан[17][18][19]
- Запад: Басов пролаз[20]

## Животињски и биљни живот
Дубокоморски истраживачки брод, РВ Тангароа, истражио је море и пронашао 500 врста риба и 1300 врста бескичмењака. Истраживачи су пронашли и зуб мегалодона, изумрле ајкуле.

## Историја
Године 1876, први телеграфски кабл који је повезивао Аустралију и Нови Зеланд положен је у Тасманско море. Монкриф и Худ су били први који су покушали да пређу преко Тасмановог мора авионом 1928. Први успешан лет изнад мора извели су Чарлс Кингсфорд Смит и Чарлс Улм касније те године. Прва особа која је веслала соло преко мора био је Колин Квинси 1977. Следећи успешан соло прелазак завршио је његов син Шон Квинси 2010. године.